# Ławice
Ławice (németül Hansdorf) község Északkelet-Lengyelországban, a Varmia-mazúriai vajdaság Iławai járásában. 

## Története
A falu a 20. század közepéig Németország Kelet-Poroszország tartományához tartozott. Az első világháború után a Kelet-Poroszország hovatartozásáról szóló népszavazáson mind a 107 szavazásra jogosult lakos Németországra szavazott. 1905-ben 154, míg 1938-ban 308 lakosa volt. A második világháború után Lengyelországhoz került, ekkor kapta mai nevét. Német lakosságát kitelepítették és lengyeleket költöztettek a helyükre. 

## Híres ławiceiek
- Emil von Behring (1854-1917), Nobel-díjas mikrobiológus

## Fordítás
- Ez a szócikk részben vagy egészben  a(z)   Ławice című német Wikipédia-szócikk ezen változatának fordításán alapul.  Az eredeti cikk szerkesztőit annak laptörténete sorolja fel. Ez a jelzés csupán a megfogalmazás eredetét és a szerzői jogokat jelzi, nem szolgál a cikkben szereplő információk forrásmegjelöléseként.